# 克拉斯尼夫卡 (維索科皮利亞區)
47°33′33″N 33°6′5″E / 47.55917°N 33.10139°E
克拉斯尼夫卡（烏克蘭語：Краснівка）是位於烏克蘭南部的村莊，由赫爾松州貝里斯拉夫區的科丘貝伊夫卡市鎮負責管轄。該村始建於1918年，面積8.88平方公里，海拔高度89米，2001年人口103，人口密度每平方公里11.6人。